# Szyszkówka świerkowa

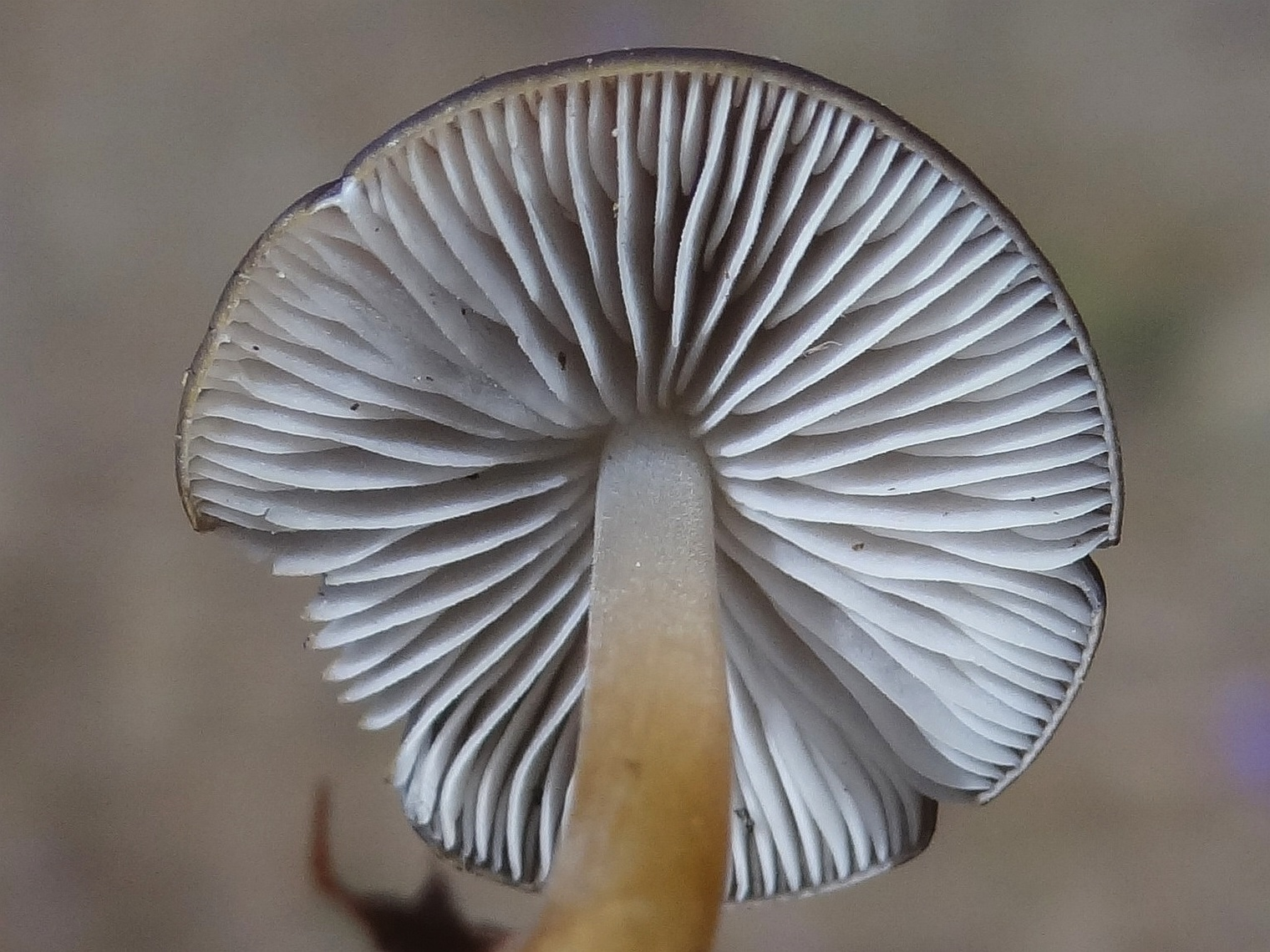

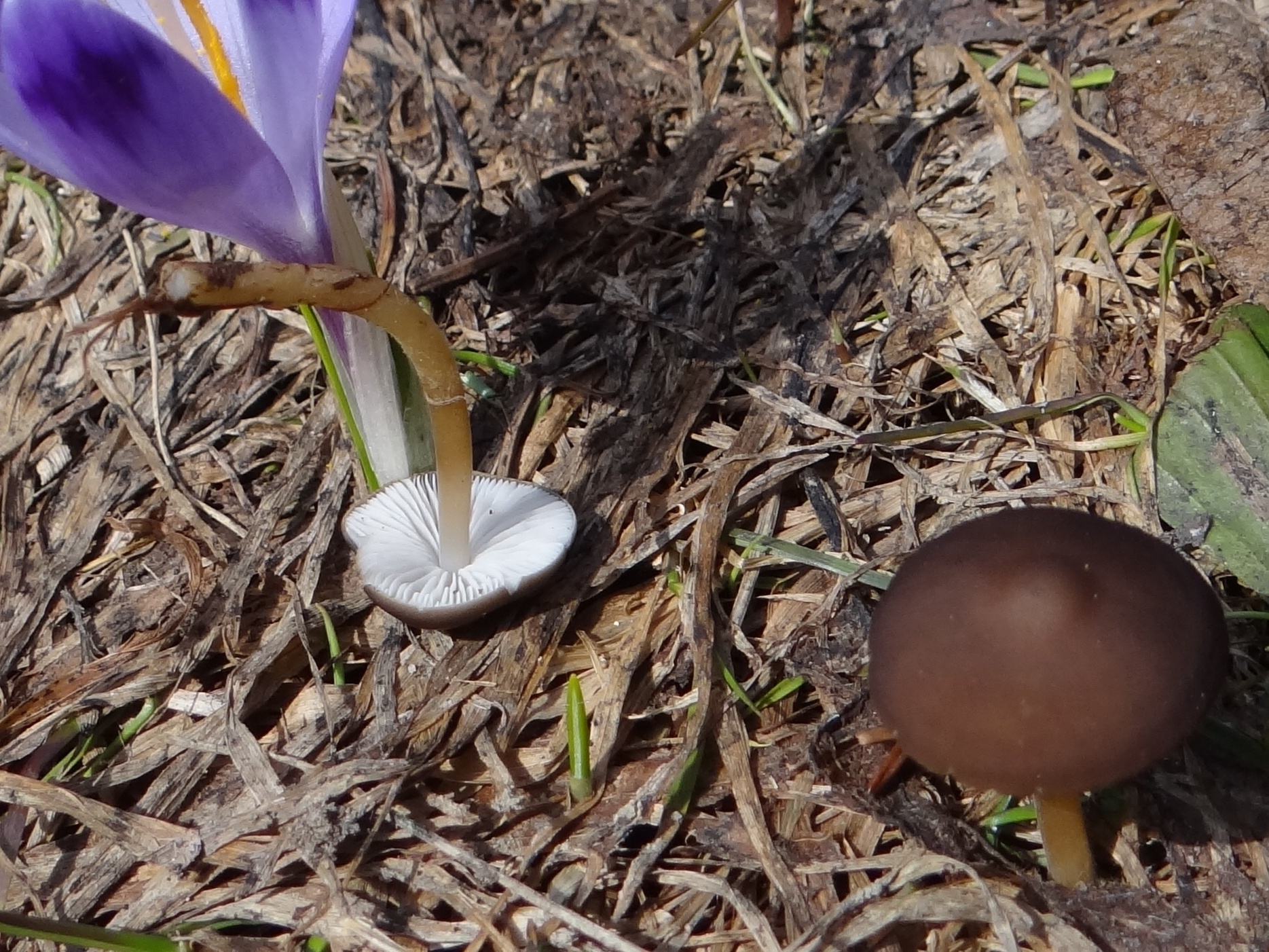
Owocniki pojawiają się wczesną wiosną

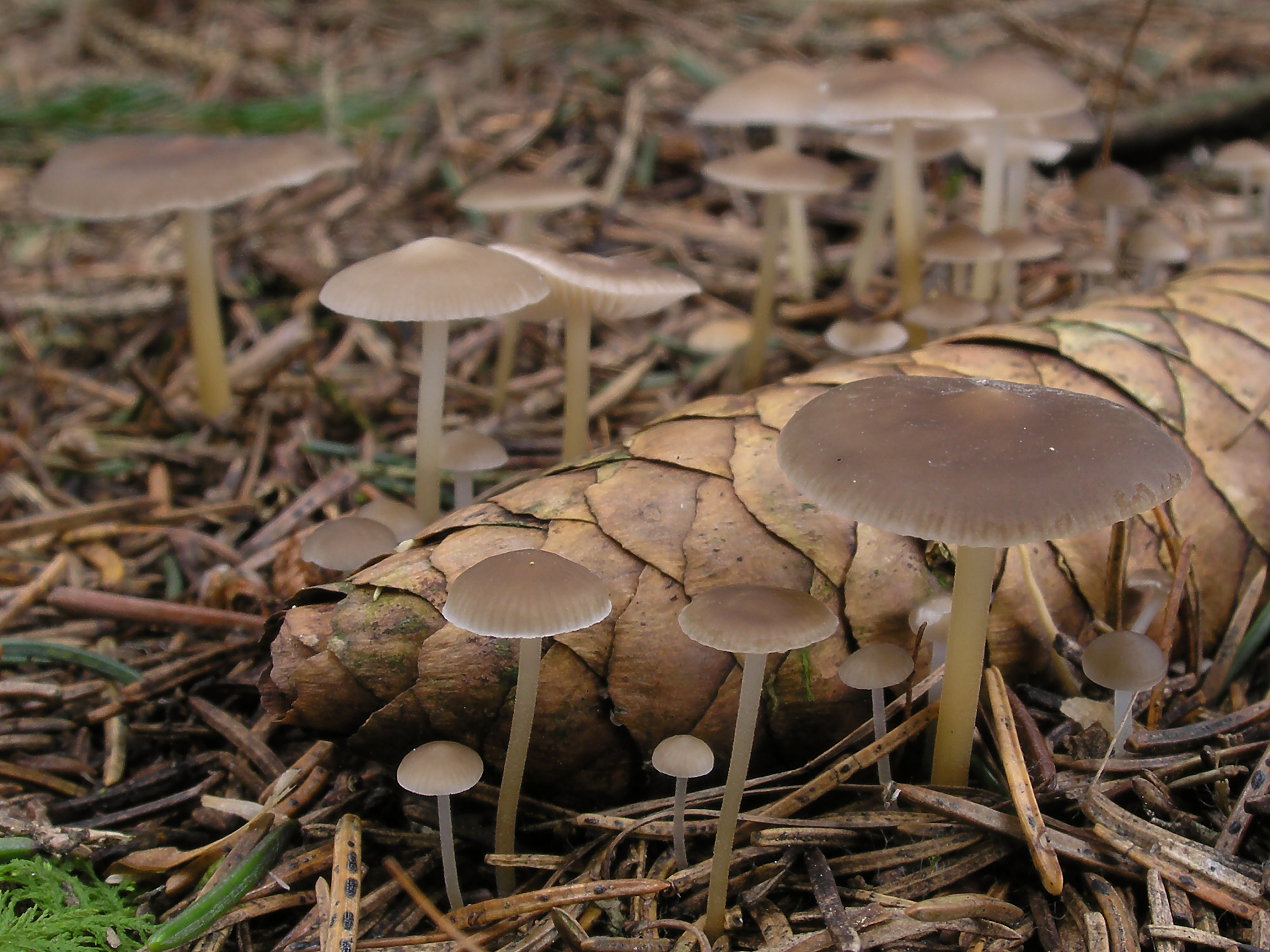

Szyszkówka świerkowa (Strobilurus esculentus (Wulfen) Singer) – gatunek grzybów z rodziny obrzękowcowatych (Physalacriaceae)'.

## Systematyka i nazewnictwo
Pozycja w klasyfikacji według Index Fungorum: Strobilurus, Physalacriaceae, Agaricales, Agaricomycetidae, Agaricomycetes, Agaricomycotina, Basidiomycota, Fungi.
Po raz pierwszy takson ten zdiagnozował w 1781 r. Franz Xaver von Wulfen nadając mu nazwę Agaricus esculentus. Obecną, uznaną przez Index Fungorum nazwę nadał mu w 1962 r. Rolf Singer, przenosząc go do rodzaju Strobilurus.
Niektóre synonimy naukowe:

- Agaricus esculentus Wulfen 1781
- Collybia esculenta (Wulfen) P. Kumm. 1871
- Marasmius esculentus (Wulfen) P. Karst. 1889
- Pseudohiatula esculenta (Wulfen) Singer 1959

Polską nazwę podali Barbara Gumińska i Władysław Wojewoda w 1983 r. W polskim piśmiennictwie mykologicznym gatunek ten opisywany był wcześniej jako pieniążek szyszkowy.

## Morfologia
Kapelusz
Średnica 1,5–2,5 (wyjątkowo do 3,5 cm), kształt półkulisty do rozpostartego, czasami z niskim garbem. Brzeg kapelusza nie jest podwinięty. Powierzchnia o barwie od szaroochrowej przez czerwonobrązową do ciemnobrązowej, gładka i matowa. Czasami może być miejscami pomarszczona. W stanie wilgotnym przez brzegi kapelusza nieco prześwitują blaszki. Jeśli owocniki rozwijają się pod śniegiem, są białe.
Blaszki
Gęste, zatokowato wycięte, o barwie białawej do jasnopopielatej.
Trzon
Wysokość 3–6 cm, grubość 1–2 mm, sztywny, twardy, rurkowaty, przy podstawie z resztkami grzybni. Powierzchnia błyszcząca, brązowoochrowa, górą jaśniejsza.
Miąższ
Cienki, białawy, bez zapachu. Smak łagodny.
Cechy mikroskopowe
Wysyp zarodników jasnokremowy. Zarodniki elipsoidalne, gładkie, nieamyloidalne, o rozmiarach 5–6,5 × 3–4 μm. Pleurocystydy grubościenne, wypukłe, o szczytach mocno inkrustowanych i rozmiarach 35–60 × 10–17 µm. Cheilocystydy również grubościenne i wypukłe, ale wydłużone i o szczytach słabo tylko inkrustowanych. Mają rozmiar 40–50 × 9–12 µm.
Gatunki podobne
Na szyszkach świerkowych rośnie kilka innych gatunków:
- szyszkówka tęporozwierkowa (Strobilurus stephanocystis). Morfologicznie jest niemożliwa do odróżnienia, praktycznie najłatwiej odróżnić ją po miejscu występowania (na szyszkach sosnowych). W hymenium ma szerokie cystydy z wieńcem kryształków na szczycie[6],
- szyszkówka gorzkawa (Strobilurus tenacellus). Kapelusz ma powierzchnię lekko paskowaną wskutek prześwitywania blaszek[6]. Jest gorzka[7],
- grzybówka wiosenna (Mycena strobilicola). Występuje też wiosną i też na szyszkach świerkowych. Różni się wyraźnym zapachem chloru i białym, kruchym trzonem[7].
- pieniążniczka szyszkowa (Baeospora myosura). Ma jasny, cielistobeżowy kapelusz i biało oprószony trzon[7].

## Występowanie i siedlisko
Gatunek ten znany jest głównie w Europie. Jest tutaj szeroko rozprzestrzeniony. Poza Europą opisano jego występowanie tylko w Meksyku w Ameryce Północnej. W Polsce jest pospolity.
Grzyb saprotroficzny. Występuje w lasach, na cmentarzach i w parkach, na leżących w ściółce, zagrzebanych częściowo w ziemi lub ukrytych pod powierzchnią ziemi szyszkach świerkowych, wyjątkowo również na jodłowych. Jest pospolity wszędzie tam, gdzie występują świerki, szczególnie więc w górskich lasach. Zazwyczaj wokół jednej szyszki świerkowej występuje po kilkanaście owocników. Pojawiają się one głównie wiosną (od marca do czerwca), rzadziej jesienią (październik – listopad).

## Znaczenie
Grzyb jadalny. Mimo że jest drobnych rozmiarów może mieć dla grzybiarzy znaczenie, w niektórych regionach występuje bowiem licznie i to wczesną wiosną, w okresie ubogim w grzyby. Doskonale smakuje na przykład duszona w grzankach. Należy tylko uważać na inne, blisko spokrewnione i bardzo podobne, ale niejadalne gatunki.